# Мария Готска
Мария Готска е императрица на Трапезунд, съпруга на последния трапезундски император Давид Велики Комнин.

## Произход
Мария е дъщеря на Алексий II, княз на Теодоро. Княжество Теодоро е наричано още и Готия, тъй като земите му някога са били част от земите на готите. Поради това и Мария е наречена Мария Готска.

## Брак с Давид Велики Комнин
За брака между Мария Готска и Давид Велики Комнин се споменава в т.нар. Масарелиев ръкопис (на латински: Dell'Imperadori Constantinopolitani), който се съхранява в библиотеката на Ватикана. В „За произхода на османските императори“ от Теодор Спандунис (1538 г.) се споменава, че съпруга на Давид Велики Комнин е Елена Кантакузина. Спандунис посочва, че родители на Елена Кантакузина са Теодор Кантакузин, деспот на Пелопонес, и Ефросина Палеологина, а според Масарелиевия ръкопис това са родителите на Теодора Кантакузина, майка на Давид Велики Комнин. Тъй като е абсурдно император Давид Велики Комнин да се е оженил за своя леля, много историци смятат, че Спандунис е допуснал грешка и е объркал Елена Кантакузина и Теодора Кантакузина. Това поставя под съмнение съществуването на Елена Кантакузина и връзката ѝ с Давид Велики Комнинл Освен това името на Елена Кантакузина не се споменава в Масарелиевия ръкопис.
Император Давид Велики Комнин има трима сина и две дъщери:
- Василий, Давид и Мануил Комнини, обезглавени по заповед на султан Мехмед II
- Анна, омъжена за Мохамед Заган паша, бейлербег на Македония, и втори път за Силван Бег, син на Илван Бег
- втора дъщеря, омъжена за Мамия II, принц Гурели.
- Историкът Кирил Туманов предполага, че Давид има и трета дъщеря, наречена Мария, съпруга на Константин Мурусис[2]. [3]

Заради споровете около личността на съпругата на император Давид едни учени приемат, че майка на неговите деца е Елена Кантакузина, докато други историци смятат, че е по-вероятно тяхна майка да е Мария Готска.